# Burgstall Weng
Der Burgstall Weng, früher auch Moosweng genannt, liegt in der niederbayerischen Gemeinde Weng im Landkreis Landshut. Die Anlage wird als Bodendenkmal unter der Aktennummer D-2-7340-0231 als „Burgstall des Mittelalters, untertägige Befunde des abgegangenen Schlosses Moosweng“ geführt.

## Beschreibung
Der Burgstall Weng liegt ca. 650 m südlich von Schloss Weng bzw. 1140 m südlich der Kirche St. Peter von Weng. Wie auf  dem Urkataster von Bayern zu sehen ist, besteht der Burgstall aus einem verflachten Turmhügel von etwa 50 m Durchmesser und 1,5 m Höhe, der von einer breiten Grabenmulde umgeben ist. In Nord-Süd-Richtung wird dieser durch einen Graben durchzogen. Nach Osten zu ist dem Hügel eine Art Vorburg vorgelagert, die eine Fläche von 50 × 50 m einnimmt und die von einem schwachen Randwall mit vorgelagerter Grabenmulde umfasst wird. Der flache Graben um die Vorburg mündet in den Ringgraben des Turmhügels und weist auf der Nord- und Südseite Reste eines äußeren Randwalls auf. Nach Westen ist die Anlage durch einen flachen Erddamm und zwei weiherartige Flächen abgeschlossen. Heute ist der Burgplatz von einer Wiese und teilweise von einem Wald überwachsen.

## Geschichte
Die Hofmark Weng wird als einschichtiges Gut mit dem Namen Prinz (auch Sprinzenhof, Primbs oder Primsenhof) im Gericht Rottenburg mit Jurisdiktion (kurfürstliches Ritterlehen) bezeichnet. Bereits in der ersten Hälfte des 12. Jahrhunderts ist ein „Rodinger de sprinzenperge“ belegt. Die Burg Weng wird 1364 erstmals erwähnt. Im Lehensrevers vom 27. März 1608 wird ein Veit Lung genannt. Er war Vorbesitzer des mit ihm verwandten Nachfolgers Ernst Romung zu Seeholzen auf Weng und Großweng. 1603 wird der Pfleger Ernst Romung auf Weng und Moosweng, Tunzenberg und Moosthenning genannt, der den Kastenhof Dingolfing erwirbt. Durch die Heirat von Susanna, Tochter des Ulrich Romung, mit Lindfried Freiherrn von Ulm geht der Besitz am 6. September 1660 auf diesen über. Am 31. März 1666 wird der Sitz an Friedrich Ulrich von Seinsheim verkauft. Im 19. Jahrhundert gehört der Prinzenhof der Familie Förchtel.